# Un silencieux au bout du canon
Pour plus de détails, voir Fiche technique et Distribution.
Un silencieux au bout du canon (McQ) est un film américain réalisé par John Sturges, sorti en 1974.

## Synopsis
John McQ (John Wayne), un lieutenant de la police de Seattle, enquête sur le meurtre de son collègue, qu'on suppose tué par des hippies. McQ soupçonne un trafiquant, Manny Santiago, d'être à l'origine de ce meurtre.

## Fiche technique
- Titre original : McQ
- Titre français : Un silencieux au bout du canon
- Réalisation : John Sturges
- Scénario : Lawrence Roman
- Photographie : Harry Stradling Jr.
- Montage : William Ziegler
- Musique : Elmer Bernstein
- Décors : Anthony C. Montenaro
- Casting : Nessa Hyams
- Production : Arthur Gardner, Jules V. Levy
- Coproducteur : Lawrence Roman
- Producteur exécutif : Michael Wayne
- Sociétés de production : Batjac Productions / Levy-Gardner / Warner Bros.
- Sociétés de distribution : Warner Bros.
- Pays de production :  États-Unis
- Langue : anglais
- Tournage : du 4 juin 1973 au mois d' août 1973
- Format : Couleurs (Technicolor) — 35 mm — 2,35:1 — Son : Mono
- Genre : Policier
- Durée : 111 minutes
- Dates de sortie : 
  - États-Unis : 4 janvier 1974
  - France : 10 avril 1974

## Distribution
- John Wayne (VF : Raymond Loyer) :  Lieutenant John McQ
- Eddie Albert (VF : André Valmy) : Le capitaine Kosterman
- Diana Muldaur (VF : Perrette Pradier) : Lois
- Jim Watkins (VF : Serge Sauvion) : J. C. Davis
- Al Lettieri (VF : Henry Djanik) : Manny Santiago
- Clu Gulager (VF : Serge Lhorca) : Le lieutenant Franklin Toms
- David Huddleston (VF : Antoine Marin) : Pinky
- Colleen Dewhurst (VF : Maria Meriko) : Myra
- Julie Adams (VF : Michèle Montel) : Elaine
- Roger E. Mosley (VF : Sady Rebbot) : Rosey
- William Bryant (VF : Michel Barbey) : Stan Boyle
- Richard Kelton : Radical
- Joe Tornatore : Freddy LaSalle
- Kim Sanford (VF : Béatrice Bruno) : Ginger
- Dick Friel (VF : Jean-Claude Michel) : Bob Mahoney
- Richard Eastham (VF : Jean-François Laley) : Walter Forrester

## Commentaires
- En acceptant de tourner ce film, John Wayne reconnaissait par la même occasion le déclin du western : « J'avais envie de changer un peu, avait-il déclaré alors. Naturellement, mon style, c'est le film d'action et aujourd'hui, le film d'action, c'est le film policier avec un flic impitoyable. »
- Quelque temps auparavant, John Wayne avait refusé le rôle de l'inspecteur Harry, qui allait échoir à Clint Eastwood dans le film du même titre, réalisé par Don Siegel.

## DVD
Le film a fait l'objet d'une sortie sur le support DVD en France :
- Un Silencieux au bout du canon (DVD-9 Keep Case) édité et distribué par Warner Bros. Home Entertainment France le 11 octobre 2006. Le ratio écran est en 2.40:1 panoramique 16:9. L'audio est en Français, Anglais et Italien 2.0 Mono Dolby Digital avec présence de sous-titres français, anglais, italiens, arabes et néerlandais. En suppléments le making of du film et des bandes annonces de films de John Wayne. Il s'agit d'une édition Zone 2 Pal[1].